# Penaj de eclipsă

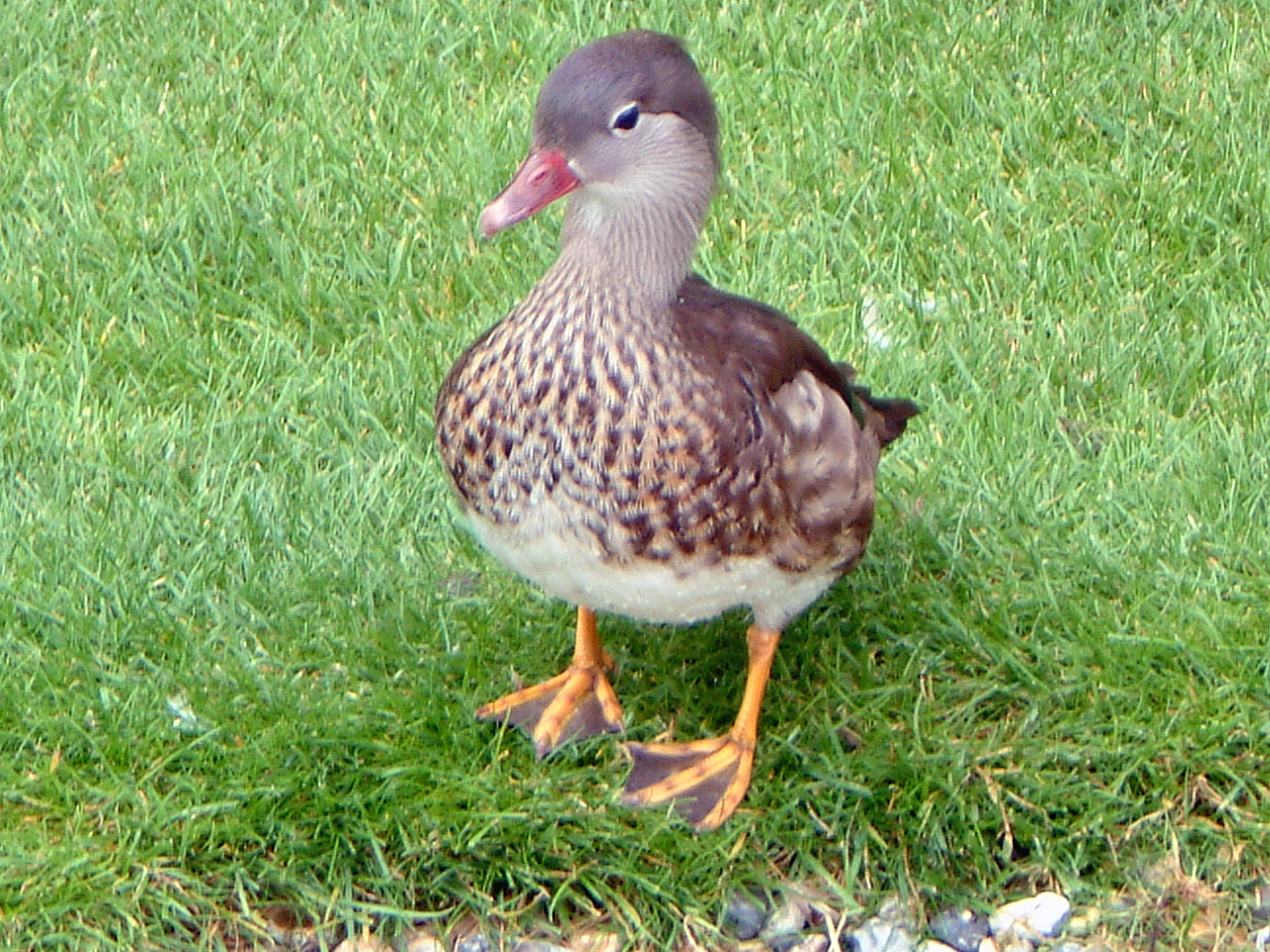
Masculul raţei mandarin (Aix galericulata) în penaj de eclipsă

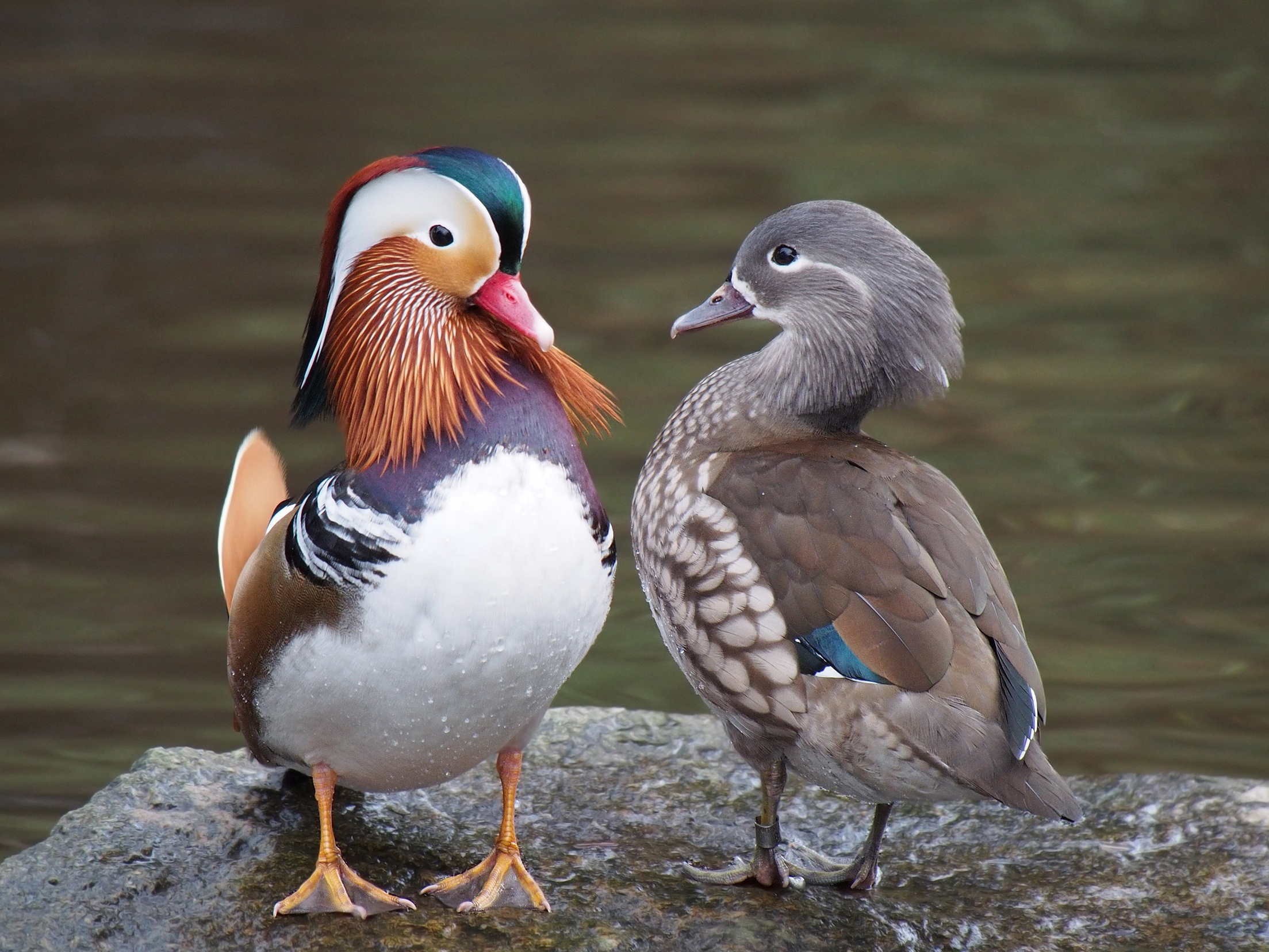
Raţa mandarin (Aix galericulata). La stânga masculul în penaj nupțial, la dreapta femela

Penajul de eclipsă (en. Eclipse plumage, ru. эклипс, послебрачное оперение) este o formă a penajului postnupțial (haina de vară) întâlnit la rațe și la alte specii de păsări de apă din emisfera nordică după reproducere, care are un colorit tern (șters) și acoperă masculii.  Penaj de eclipsă se observă în emisfera nordică și are o durată scurtă (3-7 săptămâni) din iunie până în octombrie, în funcție de specie, imediat după cuibărit când penajul nupțial ornamental al masculului este înlocuit cu un penajul asemănător cu cel al femelei pentru a îl face mai puțin vizibil (penaj criptic). În acest moment, păsările nu pot zbura, deoarece remigele (inclusiv și cele primare) cad simultan cu învelitorile superioare alare în timpul năpârlirii (această formă de năpârlire se numește năpârlire regresivă) și păsările sunt obligate să se ascundă prin stufărișuri, pentru a se feri de dușmani.